# No Smoking
| Críticas profissionais | Críticas profissionais |
| Avaliações da crítica  | Avaliações da crítica  |
| Fonte                  | Avaliação              |
| ---------------------- | ---------------------- |
| Território da Música   | [ 1 ]                  |

No Smoking é o quarto álbum do guitarrista brasileiro Faiska.
O álbum foi gravado "ao vivo em estúdio" em duas sessões, no estúdio Mosh em São Paulo, com Ximba Uchyama e Fabio Zaganin se revezando no baixo e Mario Fabre na bateria.
O nome "No Smoking" é uma referência, e também uma celebração - ao fato de o músico, finalmente e recentemente, ter parado de fumar.
| “ | “Parei de fumar, e o disco marca esta conquista. Ganhei saúde e disposição. Tudo mudou” | ” |

## Faixas
Todas as músicas foram compostas pelo Faiska.
1. Dinamite (3:24)
2. No Smoking! (4:12)
3. Country Club (3:48)
4. Tema para Roberta (5:31)
5. Elvis Morreu! (3:42)
6. Fuga das Galinhas (2:51)
7. Mão Única (3:42)
8. Blues para Zé Eduardo (3:51)
9. Notes in the Moonlight (2:05)
10. No Gargalo da Garrafa (3:57)

## Músicos
- Faiska – Guitarras
- Ximba Uchyama – Baixo
- Fabio Zaganin - Baixo
- Mario Fabre - Bateria